# Кочетков Іван Семенович
Іван Семенович Кочетков (24 квітня 1920, Солове — 1 грудня 1978, Київ) — український радянський графік і педагог; член Спілки радянських художників України з 1961 року.

## Біографія
Народився 24 квітня 1920 року в селі Соловому (нині Чаплигінський район Липецької області, Росія). Брав участь у німецько-радянській війні. Служив у 31 полку зв'язку 22 армії, мав військове звання старшини. Нагороджений медаллю «За бойові заслуги» (20 липня 1944). Член КПРС.
1947 року закінчив Пензенське художнє училище; у 1953 році — Київський державний художній інститут, де навчався у Олександра Пащенка, Василя Касіяна, Георгія Меліхова, Олени Яблонської, Олександра Сиротенка, Леонтія Коштелянчука.
Протягом 1953—1958 років обіймав посаду завідувача з навчальної частини Київської художньої середньої школи імені Тараса Шевченка; з 1958 року — на творчій роботі, співпрацював із журналом «Зміна» та видавництвами «Літвидав», «Дитвидав». Мешкав у Києві в будинку на бульварі Верховної Ради, № 23/2. квартира № 41. Помер у Києві 1 грудня 1978 року.

## Творчість
Працював у галузях книжкової та станкової графіки. Серед робіт:
серії малюнків
- «Трудові резерви» (1953);
- «У тилу ворога» (1960—1969);

оформлення
- повісті «Старий і море» Ернеста Гемінґвея (1957);
- збірки оповідань «Доля людська» Юрія Дольда-Михайлика (1958);
- оповідань «Згадаймо, друзі, пережите» Юрія Збанацького (1959);
- книг «У нас в загоні весело», «Зроби сам» (обидві — 1959);
- книги «Бурям назустріч» О. Каратєєва, М. Карпова, В. Хелемендика (1961).